# 唐格明德
唐格明德（德語：Tangermünde，發音：[taŋɐˈmʏndə] ⓘ）是德国萨克森-安哈尔特州施滕达尔县的城市，面积89.88平方千米，2023年12月31日人口为10,228人。